# Kamp Sint-Michielsgestel
Kamp Sint-Michielsgestel was een interneringskamp dat tijdens de Tweede Wereldoorlog door de Duitse bezetter was ingericht in het internaat Ruwenberg en het kleinseminarie Beekvliet te Sint-Michielsgestel.

## Geschiedenis

### Notabelen
Op 4 mei 1942 werd kamp Sint-Michielsgestel geopend. De eerste bewoners, Todeskandidaten (doodskandidaten) genoemd, waren 460 die dag opgepakte toonaangevende Nederlanders, onder wie politici, burgemeesters, hoogleraren, geestelijken, advocaten, schrijvers en musici. Tot eind 1944 werden honderden notabele Nederlanders als gijzelaar vastgehouden. De nazi's dachten met deze mensen als onderpand het Nederlandse verzet in de greep te hebben en stelden dat zij bij onrust in het land gefusilleerd zouden worden. Het kampregime was erg licht. De Duitse en Nederlandse bewakers hadden de opdracht gekregen om de gijzelaars met rust te laten zolang ze zich maar niet misdroegen. De gevangenen hoefden geen arbeid te verrichten, en ze kregen alle vrijheid zolang ze maar binnen het kamp bleven. Een van de gevangenen, Max Kohnstamm, noemde Sint-Michielsgestel cynisch Hitlers Herrengefängnis. De gevangenen organiseerden filmavonden, concerten, tentoonstellingen, lezingen, discussieclubjes, en tennistoernooien, en hadden dankzij de pakketten van thuis ruim voldoende te eten. Zij mochten bezoek ontvangen.

### Indische gijzelaars
In mei 1942 werden ook de Indische gijzelaars overgebracht naar kamp Sint-Michielsgestel. Het grootste deel van de Indische gijzelaars waren Nederlanders die op verlof waren uit Nederlands-Indië en gegijzeld werden in juli 1940 als vergelding voor de gevangenneming van Duitsers in Nederlands-Indië. De mannen werden aanvankelijk geïnterneerd in Kamp Schoorl, concentratiekamp Buchenwald, Kamp Haaren en kwamen uiteindelijk in kamp Sint-Michielsgestel. Op 7 oktober 1940 werden in Buchenwald nog 116 mannen toegevoegd aan deze groep, hoewel zij niet afkomstig waren uit Nederlands-Indië en vooral vooraanstaande posities bekleedden.
De Indische gijzelaars werden nooit beschouwd als sabotagegijzelaars, die met hun leven borg stonden voor anti-Duitse daden bedreven door de Nederlandse ondergrondse. Begin 1943 werden de Indische gijzelaars overgeplaatst naar de Ruwenberg (eveneens in St. Michielsgestel) op loopafstand van kamp Beekvliet, waar ze veel meer vrijheden kregen dan de gijzelaars die achterbleven in Beekvliet.

### Gevangenen
Voor de niet als gijzelaar geldende gevangenen, onder wie de gevangenen ten gevolge van het Englandspiel, gold een veel zwaarder regiem. Maximaal hebben er 700 mensen gelijktijdig in het kamp moeten verblijven.

### Sluiting
De meeste bewoners van kamp Sint-Michielsgestel zijn in september 1944 vrijgelaten. Een klein deel heeft in Kamp Vught de vrijheid herkregen en achttien gevangenen zijn van 12 op 13 september 1944 naar Kamp Amersfoort gebracht, waar negen van hen alsnog binnen een week vrijgelaten werden.

### Executies
Op 15 augustus 1942 werden vijf 'notabelen'-gijzelaars gefusilleerd als represaille voor een mislukte bomaanslag op een trein van het Duitse leger in Rotterdam. Het ging om Willem Ruys, Robert Baelde, Otto Ernst Gelder, Christoffel Bennekers en Alexander Schimmelpenninck van der Oye. Een tweede executie van vijftien 'notabelen'-gijzelaars vond plaats in oktober 1942, wederom als vergelding van verzetsdaden.

## De Geest van Gestel
In het kamp bestond een uiterst druk bezet schema van cursussen, lezingen en discussiegroepjes over de meest uiteenlopende onderwerpen. Dit werd door de gijzelaars gekscherend "de volksuniversiteit" genoemd. Geen gijzelaar hoefde zich te vervelen. In het kamp kwamen mensen met elkaar in gesprek, die daar onder normale omstandigheden niet toe zouden komen. Katholieken, protestanten en socialisten waren in de verzuilde vooroorlogse maatschappij immers strikt van elkaar gescheiden. Er ontstond een roep om politieke vernieuwing en ontzuiling, een gevoel van saamhorigheid, dat later is aangeduid als de geest van Gestel.
Een invloedrijke groep gijzelaars vormde de Heeren Zeventien. De vriendschappelijke contacten die in het kamp tot stand kwamen bleven ook na de oorlog, over en door de zuilen heen, bestaan. Overlevende Leonard de Waal vatte het als volgt samen: "Het was een soort gedwongen Rotary." Mede als gevolg van de discussies in Sint-Michielsgestel is direct na de oorlog de PvdA opgericht.

## Gedenksteen en monument
In voormalig seminarie Beekvliet te Sint-Michielsgestel is een gedenksteen met in reliëf een kruis, een bajonet en een sleutel met een hakenkruis in de baard. De tekst op de gedenksteen luidt:

Van 4 Mei 1942 tot Sept. 1944 werd dit seminarie door de Duitse bezetter misbruikt als kamp voor Nederlandse gijzelaars.
Ter herinnering hieraan werd deze steen op 14 aug. 1948 geplaatst door de oud-gijzelaars.''

Op de executieplaats in de bossen van landgoed Gorp en Roovert te Goirle, wordt nog ieder jaar een herdenking gehouden. Op 14 augustus 1945 werd hiervoor een gedenkplaats ingericht waaraan in 1946 een monument is toegevoegd.

## Gevangenen
- Piet Alberts
- Hendrik Algra
- Hendrik Andriessen
- Willem Andriessen
- Frits de Nerée tot Babberich
- Robert Baelde
- Daniel Johannes von Balluseck
- Willem Banning
- Jan Jozua Barendsen
- Ton Barge
- Wiert Berghuis
- Piet Bongaarts
- Hendrik Botterweg
- Anton Constandse
- Onno Damsté
- Jan Donner
- Willem Drees
- Anton van Duinkerken
- Jan van der Dussen
- Louis Einthoven
- Huub Franssen
- Pieter Geijl
- Marinus Hendrik Gelinck
- Marinus van der Goes van Naters
- Jan Goudriaan
- Koeno Gravemeijer
- Paul Guermonprez
- Frans van Haaren
- Jan Hazenberg
- Hans Linthorst Homan
- Harm van Houten
- Dolf Joekes
- Jo Juda
- Dolph Kessler
- Max Kohnstamm
- Hendrik Kraemer
- Piet Lieftinck
- Leopold Roland Middelberg
- Marcel Minnaert
- Jan van de Mortel
- Willem Augustijn Offerhaus
- Nicolaas Okma
- Pieter Oud
- Adriaan Paulen
- Jan de Quay
- Tijn Receveur
- P.H. Ritter jr.
- Bram Rutgers
- Willem Ruys
- Maan Sassen
- Wim Schermerhorn
- Alexander Schimmelpenninck van der Oye
- Jos Schmutzer
- Jan Nicolaas Spoelstra
- Henri Staal
- Herman Strategier
- Teun Struycken
- Jan Terpstra
- Co den Tex
- Frans-Jozef van Thiel
- Hendrik Tilanus
- Niko Tinbergen
- Jetze Tjalma
- Rinke Tolman
- Jan Tuin
- Cypriaan Gerard Carel Quarles van Ufford
- Karel van Veen
- Timotheus Josephus Verschuur
- Simon Vestdijk
- Nico Vijlbrief
- Frans Wijffels